# Lolosoni
Lolosoni is een bestuurslaag in het regentschap Nias Selatan van de provincie Noord-Sumatra, Indonesië. Lolosoni telt 987 inwoners (volkstelling 2010).